# Garango
Garango è un dipartimento del Burkina Faso classificato come città, situato della provincia  di Boulgou, facente parte della Regione del Centro-Est.
Il dipartimento si compone del capoluogo e di altri 14 villaggi: Bangoula, Belgue, Dissiam, Gogoma, 	Kombinatenga, Lergho, Ouaregou, Ouaregou-Peulh, Sanogho, Sanogho-Peulh, Siguinvousse, Torla, Zigla-Koulpele e Zigla-Polace.